# Knud Leif Thomsen
Knud Leif Thomsen (ur. 2 września 1924 w Ballerup, zm. 14 października 2003 we Alençon) – duński reżyser i scenarzysta filmowy.
Autor głównie dramatów psychologiczno-obyczajowych nawiązujących do Dreyerowskiej formuły kina, czerpiących również z literatury skandynawskiej. Wśród jego dokonań znajdują się takie tytuły, jak m.in. Kłamca (1970) według Martina A. Hansena, Tragedia na wrzosowiskach (1971), Szaleństwo miłości (1973). 
Jego żoną była aktorka Judy Gringer. Od 1977 mieszkał we Francji, a jego kariera filmowa dobiegła końca.
Zasiadał w jury konkursu głównego na 17. MFF w Berlinie (1967).